# Menziken
Menziken és un municipi del cantó d'Argòvia (Suïssa), situat al districte de Kulm. El 2023 tenia 8.400 habitants.